# Petyr Witanow (piłkarz)
Petyr Iwo Witanow (bułg. Петър Иво Витанов, ur. 10 marca 1995 w Sofii) – bułgarski piłkarz, grający na pozycji defensywnego pomocnika w bułgarskim klubie Łokomotiw Płowdiw i reprezentacji Bułgarii.

## Kariera klubowa

### Młodość, CSKA Sofia i Brook House College
Urodził się w Sofii, gdzie jako junior, dołączył do akademii najbardziej utytułowanego bułgarskiego klubu CSKA Sofia w roku 2002. W stołecznym klubie pozostał do 2009, kiedy to zdobył stypendium sportowe i dołączył do akademii piłkarskiej koledżu Brooke House w Anglii. W 2012 roku powrócił do Bułgarii i dołączył do młodzieżowej drużyny CSKA. 19 lipca 2013 został włączony do pierwszej drużyny i podpisał swój pierwszy profesjonalny kontrakt z klubem. Zadebiutował 14 grudnia 2013, wchodząc na boisku w 46. minucie meczu, zastępując Emiła Gyrgorowa, w domowym, wygranym 7:0 spotkaniu z PFK Lubimcem 2007. W sezonie 2015/2016 był podstawowym zawodnikiem, grał również w krajowym pucharze, który stołeczny klub finalnie wygrał. W sezonie 2016/2017 został przesunięty do drugiej drużyny. Łącznie dla sofijskiego klubu rozegrał 27 meczów, w których strzelił 1 gola – w pierwszej drużynie – oraz 28 meczów w drugiej drużynie

### Wereja Stara Zagora
W roku 2017 otrzymał kilka ofert od klubów League One, jednak ostatecznie 21 czerwca 2017, zdecydował się podpisać kontrakt z Wereją Stara Zagora. W nowym klubie zadebiutował 14 lipca 2017, w meczu 1. kolejki efbet Ligi, z lokalnym rywalem Beroe Stara Zagora. Ogółem dla Niebieskich Lwów rozegrał 16 spotkań.

### Czerno More Warna
Z początkiem stycznia 2018, przeniósł się do Czerno More Warna. 17 lutego tego samego roku, zadebiutował dla nowego klubu, w domowym, przegranym 1:4 meczu z Beroe Stara Zagora. W barwach Żeglarzy występował przez półtorej sezonu, rozgrywając 46 meczów i nie strzelając żadnej bramki.

### Łokomotiw Płowdiw
10 czerwca 2019 podpisał dwuipółletni kontakt z Łokomotiwem Płowdiw. Dla Smerfów zadebiutował 3 lipca 2019, w przegranym 0:2 meczu o Superpuchar Bułgarii, przeciwko mistrzowi Łudogorcowi Razgrad. W swoim pierwszym sezonie zdobył Puchar Bułgarii. W sierpniu 2020 wywalczył Superpuchar Bułgarii, w wygranym 0:1 meczu, ponownie przeciwko mistrzowi Łudogorcowi, który był rozgrywany w Razgradzie. W sezonie 2020/2021 został wicemistrzem Bułgarii. 22 lipca 2021 Witanow zdobył swoją debiutancką bramkę w biało-czarnej koszulce, w meczu II rundy kwalifikacji Ligi Konferencji Europy 2021/2022 przeciwko czeskiemu 1. FC Slovácko w 90. minucie, dając Łokomotiwowi zwycięstwo.

## Kariera reprezentacyjna

### Reprezentacja Bułgarii do lat 19.
Pomocnik występował w jednej reprezentacji młodzieżowej, do lat 19. Zadebiutował 19 lipca 2014. W kadrze rozegrał 8 meczów i nie zdobył żadnej bramki.

### Reprezentacja Bułgarii do lat 21.
Został powołany, na odbywający się 31 marca 2015, mecz z Walią, w ramach eliminacji do Mistrzostw Europy U-21. Spędził całe spotkanie na ławce.

### Seniorska reprezentacja
Dzięki dobrym występom dla Łokomotiwu, Witanow wzbudził zainteresowanie selekcjonera kadry narodowej, Jasena Petrowa. 28 marca 2021 zadebiutował w reprezentacji Bułgarii, rozgrywając 88. minut, w wyjazdowym, przegranym 0:2 meczu przeciwko reprezentacji Włoch, w ramach europejskich eliminacji, grupy C do Mistrzostw Świata 2022 w Katarze.

## Sukcesy

### Klubowe
CSKA Sofia
- Zdobywca Pucharu Bułgarii: 2015/2016

Łokomotiw Płowdiw
- Zdobywca Pucharu Bułgarii: 2019/2020
- Zdobywca Superpucharu Bułgarii: 2020